# Al-Mahdí (abbàssida)
Abu-Abd-Al·lah Muhàmmad al-Mahdí (àrab: أبو عبد الله محمد المهدي, Abū ʿAbd Allāh Muḥammad al-Mahdī), més conegut simplement pel seu làqab al-Mahdí (Bagdad, 3 d'agost de 744 - Idhadj, 24 de juliol de 785), fou califa abbàssida de Bagdad (775-786). Era fill del califa al-Mansur. Es va casar amb Khayzuran que resultà ser una gran intrigant a la cort.

## Biografia
Abu-Abd-Al·lah Muhàmmad va néixer l'any 744 o 745 dC al poble de Humeima, a l'actual Jordània. La seva mare es deia Arwa i el seu pare era al-Mansur. Quan Abu-Abd-Al·lah Muhàmmad tenia deu anys, el seu pare es va convertir en el segon califa abbàssida. Quan Abu-Abd-Al·lah Muhàmmad era jove, el seu pare necessitava establir el seu fill com una figura poderosa per dret propi. Així, a la riba est del Tigris, al-Mansur va supervisar la construcció de Bagdad oriental, amb una mesquita i un palau reial al cor. La construcció a la zona també va ser fortament finançada pels barmàquides, i la zona es va conèixer com Rusafa.
Segons els informes, era alt, encantador i elegant; tenia la pell morena, el front llarg i els cabells ondulats. Estimava les dones.
El 758/759, amb uns 15 anys, fou designat hereu de l'hereu Issa ibn Mussa i enviat pel seu pare a Rayy com a governador del Khorasan, però no es va desplaçar a Merv ni va participar en les campanyes militars contra els rebels de la província i va restar sempre a Rayy. Aquí es va fer amb un fort grup de suport dels khorasanians que després el van ajudar a lluitar pel tron. El 762 va anar a l'Iraq per un temps, per casar-se amb la seva cosina germana Rayta, filla del primer califa as-Saffah, i retornar després al Khorasan on va restar uns anys, mantenint a Rayy una virtual cort que va originar un barri administratiu. El 764 la pressió de les tropes del Khorasan amb guarnició a l'Iraq i del mateix califa al-Mansur van obligar Issa ibn Mussa a renunciar a la successió i a reconèixer Abu-Abd-Al·lah Muhàmmad com a hereu presumpte. El 768 va retornar a Bagdad.

## Regnat
Al-Mansur va morir durant el pelegrinatge l'octubre del 775 i Abu-Abd-Al·lah Muhàmmad, que era a Bagdad, fou proclamat nou califa sense oposició, amb el títol d'al-Mahdí. Va seguir la política paterna. Va tenir com a principal suport l'exèrcit del Khorasan i els notables khorasanians dels seu entorn. El 777 va nomenar visir Yaqub ibn Dàwud, que havia tingut contactes amb alides empresonats, i després li va servir de mediador. Com executor de la política del califa va tenir un enorme poder i dirigia gairebé tot sol l'administració, supervisant la major part de les funcions oficials.
Va donar al seu càrrec un marcat caràcter religiós. Va engrandir les mesquites de la Meca i Bàssora i la d'al-Aqsa a Jerusalem. En relació al hajj (peregrinació) una de les parts de la seva política religiosa, va millorar l'abastiment d'aigua en la ruta dels pelegrins de l'Iraq a la Meca. I en relació al gihad, l'altra braç de la política religiosa, va organitzar diverses expedicions contra els romans d'Orient. Per mantenir la puresa ideològica de l'islam no va dubtar a perseguir a la secta herètica gnòstica dels zindiks, de la qual alguns membres foren executats.
Buscant la reconciliació amb els alides, el conflicte amb els quals s'havia manifestat en la rebel·lió de Muhàmmad an-Nafs az-Zakiyya el 762, va cridar a la cort a membres de la família alida i els va concedir pensions. Va formar també una guàrdia personal d'ansars de la Meca, als quals va concedir diversos beneficis. Només el cap alida Issa ibn Zayd va restar a l'oposició i en la clandestinitat i per no haver aconseguit atreure'l el visir Yaqub ibn Dàwud fou destituït i empresonat el 782/783. Fins aleshores els kutabs (secretaris) eren ajudants personals del califa en afers administratius però des de llavors amb la família dels barmàquides agafaran un fort poder iniciat amb Khàlid ibn Bàrmak i sobretot amb Yahya ibn Khàlid que el 778 va esdevenir preceptor del príncep Harun. Però l'ascens d'aquestos kutabs va trobar l'hostilitat de l'exèrcit khorasanià, que era el principal suport del califa. El descontentament fou gran i l'oncle del califa, Abd-as-Sàmad ibn Alí, va advertir al seu nebot del perill que suposava; al-Mahdí va prendre algunes mesures però en endavant la tensió entre burocràcia i militars ja no s'aturarà.
El seu regnat fou en general pacífic. L'única revolta important fou la d'al-Muqanna, al Khorasan i Transoxiana, que va durar de 775/776 al 782 i fou necessari un gran esforç militar per suprimir-lo. Quant a l'expansió, va seguir per Transoxiana, estenent-se a Fergana; es va fer una expedició al Sind contra els no musulmans. I hi va haver algunes campanyes a la frontera amb l'Imperi Romà d'Orient, iniciades el 778/779 quan els grecs van destruir la posició musulmana d'al-Hadath del qual es va prendre venjança amb dues expedicions que va dirigir el príncep Harun el 780 i 782, però foren més ràtzies que conquestes atès que cap territori fou agregat de manera permanent al domini del califat.
La seva esposa Khayzuran va exercir la seva influència per fer-li designar com a hereus dos fills: Mussa, que va prendre el títol d'al-Hadi, i Harun que va prendre el d'ar-Raixid. També va tenir una filla anomenada Abbassa. Ja en vida del pare, els fills van rebre diversos càrrecs i funcions, el primer a Bagdad i el segon a Síria i els Awasim; la previsió era que al-Hadi governaria primer i Harun el succeiria, però al moment de la mort d'al-Mahdí es diu que Khayzuran l'havia convençut per canviar aquesta disposició; no obstant no s'havia fet res i la decisió fou efectiva quan va morir a Masabadhan el 4 d'agost del 785, probablement en un accident de cacera.